# Houria Boulaiz Tassi
Houria Boulaiz Tassi  (Marruecos) es una docente, investigadora y catedrática de universidad del Departamento de Anatomía y Embriología humana de la Universidad de Granada nacida en Marruecos.

## Biografía
Boulaiz Tassi es licenciada en Ciencias Biológicas por la Universidad Abdelmalek Assaâdi,Tetuán, Marruecos. Se unió a la Facultad de medicina de la Universidad de Granada con una beca predoctoral de formación de personal investigador. En 2002 obtuvo su doctorado en esta universidad tras su trabajo en la terapia génica suicida aplicada al cáncer y recibió el premio a la excelencia doctoral en ciencias biológicas en 2006 por su disertación. Su tesis doctoral con el título Gef: un nuevo gen con aplicación en terapia génica antitumoral. Estudio experimental en cáncer de mama y melanoma fue dirigida por Antonia Aránega Jiménez.

## Trayectoria profesional

### Docencia
En 2010 Boulaiz formó parte del máster propio en Fabricación de Medicamentos para Terapias Avanzadas del Ministerio de Sanidad y Política Social. y desde 2002 de la Real Academia de Medicina y Cirugía del Distrito de Granada .Desde 2003 ha impartido docencia en distintas universidades en asignaturas del área de anatomía y embriología humana, y másteres de postgrado o programas de doctorado codirigiendo 6 Tesis Doctorales tanto nacionales como internacionales.

### Investigación
Boulaiz  es miembro del Instituto de Investigación Biosanitaria de Granada, participa en 32 proyectos de investigación de los cuales es investigadora principal de 6. Es integrante del grupo de investigación CTS-963 de Terapias avanzadas: diferenciación, regeneración y cáncer. Dirigido por Juan Antonio Marchal Corrales este grupo investiga los procesos de diferenciación y del desarrollo normal y patológico de la enfermedad con investigaciones que se puede aplicar tanto en el diagnóstico como en la utilización terapéutica. Usan modelos válidos como líneas celulares humanas normales o de tumores y células madre que obtienen del paciente a través de modelos experimentales. Tienen varias patentes, una de ellas en 2017 es la basada en la toxina LdrB, un sistema de terapia génica que consigue detener el crecimiento de células de tumores como el de cérvix o el de mama acabando a su vez con el desarrollo del cáncer.

### Publicaciones
Boulaiz es coautora de 85 artículos entre ellos Desarrollo de una herramienta basada en un soporte multimedia para el autoaprendizaje de la anatomía radiológica o Actividad selectiva de nuevos fármacos con potencial terapéutico frente a cáncer de mama, un libro publicado por la Universidad de Granada en 2002 Aplicación de técnicas de biología molecular en genética clínica además de contribuciones escribiendo 15 capítulos para libros publicados por editoriales especializadas de reconocido prestigio.

## Premios y reconocimientos
- Premio del Consejo Social de la Universidad de Granada a la Mejor Trayectoria Investigadora de Jóvenes Investigadores.[11]
- En 2022 recogió el galardón 28 de Febrero a la Trayectoria Profesional en Alhedín.[12]